# Hrastnik (stacja kolejowa)
Hrastnik – stacja kolejowa w miejscowości Hrastnik, w regionie Styria, w Słowenii.
Stacja jest zarządzana przez SŽ-Infrastruktura.

## Linie kolejowe
- Dobova – Lublana